# Ptilogyna macquartii
Ptilogyna macquartii är en tvåvingeart som beskrevs av Friedrich Hermann Loew 1851. Ptilogyna macquartii ingår i släktet Ptilogyna och familjen storharkrankar. Inga underarter finns listade i Catalogue of Life.